# Kelungkung (Sukorambi)
Kelungkung is een bestuurslaag in het regentschap Jember van de provincie Oost-Java, Indonesië. Kelungkung telt 5226 inwoners (volkstelling 2010).